# The Great Rock 'n' Roll Swindle
The Great Rock 'n' Roll Swindle è un album del gruppo musicale britannico Sex Pistols, pubblicato il 26 febbraio 1979. L'album contiene la colonna sonora dell'omonimo film diretto da Julien Temple.

## Il disco
Tra i pezzi si possono notare molte cover, come (I'm Not Your) Stepping Stone di Paul Revere & The Raiders; Substitute degli Who; una demo di Anarchy in the U.K., presente anche in versione in francese per fisarmonica (cantata da Louis Brennon); due pezzi cantati da Edward Tudor-Pole (successivamente nei Tenpole Tudor, gruppo inglese del periodo) e My Way cantata da Sid Vicious.
Vi si trovano anche brani del gruppo dal vivo e canzoni eseguite da altri cantanti come il loro manager, Malcolm McLaren, e Ronnie Biggs, famoso per essere stato uno dei componenti della banda della grande rapina al treno  del 1963 in Inghilterra.
Il disco arrivò alla posizione n. 7 nelle classifiche inglesi.
L'album è stato pubblicato in numerose edizioni, con differente ordine di tracce e alcuni titoli cambiati. La prima edizione originale britannica del 1979 non contiene le tracce I Wanna Be Me e Who Killed Bambi, poi incluse in edizioni successive.

## Tracce
LP UK 1979
1. God Save the Queen (Symphony) – 4:04 (Paul Cook, Steve Jones, Glen Matlock, Johnny Rotten)
2. Rock Around the Clock – 2:00 (Jimmy De Knight, Max C. Freedman)
3. Johnny B. Goode/Roadrunner – 6:20 (Chuck Berry)
4. Road Runner – 4:45 (Jonathan Richman)
5. Black Arabs – 4:45 (Paul Cook, Steve Jones, Glen Matlock, Johnny Rotten, Ronnie Biggs)
6. Watcha Gonna Do About It – 1:55 (Brian Potter, Brian Samwell)
7. Anarchy in the U.K. – 4:00 (Paul Cook, Steve Jones, Glen Matlock, Johnny Rotten)
8. Silly Thing – 1:55 (Paul Cook, Steve Jones)
9. Substitute – 3:08 (Pete Townshend)
10. Don't Gimme No Lip – 3:30 (Jean Thomas, Don Thomas, Barry Richards)
11. (I'm Not Your) Stepping Stone – 3:09 (Tommy Boyce, Bobby Hart)
12. Lonely Boy – 3:05 (Paul Cook, Steve Jones)
13. Something Else – 2:09 (Eddie Cochran, Shari Sheeley)
14. L'anarchie pour le U.K. – 3:26 (Paul Cook, Steve Jones, Glen Matlock, Johnny Rotten)
15. Einmal War Belsen Wirflich Bortrefflich (Live) – 2:10 (Paul Cook, Steve Jones, Sid Vicious, Johnny Rotten)
16. Einmal Belsen War Wirklich Vortrefflich – 2:09 (Paul Cook, Steve Jones, Sid Vicious, Johnny Rotten)
17. No One Is Innocent – 3:01 (Paul Cook, Steve Jones, Ronnie Biggs)
18. My Way – 4:05 (Paul Anka, Claude François, Jacques Revaux)
19. C'mon Everybody – 1:58 (Eddie Cochran, Jerry Capehart)
20. EMI (Orchestral) – 3:45 (Paul Cook, Steve Jones, Glen Matlock, Johnny Rotten)
21. The Great Rock 'n' Roll Swindle – 4:18 (Paul Cook, Steve Jones, Julien Temple)
22. You Need Hands – 2:52 (Roy Irwin)
23. Friggin' in the Riggin' – 3:35 (tradizionale, arrangiamenti: Steve Jones)

Durata totale: 76:04

## Formazione
- Johnny Rotten - voce
- Steve Jones - chitarra, voce in Lonely Boy, The Great Rock 'n' Roll Swindle, Friggin' In The Riggin, e sulla versione singolo di Silly Thing
- Sid Vicious - basso, voce in My Way, Something Else, e C'mon Everybody
- Paul Cook - batteria, voce in Silly Thing
- Ronnie Biggs - voce in Einmal War Belsen Wirflich Bortrefflich (Belsen Vos A Gassa) e No One Is Innocent
- Edward Tudor-Pole - voce in Who Killed Bambi? e Rock Around the Clock
- Malcolm McLaren - voce in You Need Hands